# Sappo
Sappo è un personaggio immaginario statunitense creato da Elzie Crisler Segar apparso in strisce giornaliere e tavole domenicali a fumetti.

## Storia editoriale
Il personaggio di Sappo apparve per la prima volta il 24 dicembre 1920 sui quotidiani statunitensi sulla striscia giornaliera (dal lunedì al sabato) The Five-Fifteen. Era una striscia umoristica incentrata sulle quotidiane disavventure di Sappo e della moglie Myrtle, sempre intenti a litigare.
Nel febbraio 1923 The Five Fifteen fu ribattezzato Sappo the Commuter e in seguito abbreviato in Sappo. Il 17 febbraio 1925 la serie fu interrotta per un anno, ma il 28 febbraio 1926 fu ripubblicata come topper (striscia di apertura) delle tavole domenicali di Thimble Theatre (Popeye). Quindi si passò da strisce giornaliere a tavole domenicali.
La serie cambiò improvvisamente trama nel 1932, quando il protagonista, bisognoso di denaro, affittò una stanza all'eccentrico inventore O.G. Wotasnozzle, graficamente raffigurato come un buffo ometto barbuto. Questi portò nella vita di Sappo e della moglie una ventata di aria fresca narrativa, dovuta in primo luogo alle assurde invenzioni del personaggio. Dai semi-petardo che fanno spuntare ogni cosa fino a farle esplodere a una macchina che aumenta l'intelligenza, dalla pillola che fa sognare ogni cosa che si desidera a un macchinario che raccoglie un centinaio di strumenti tutti in uno e così via. Ovviamente, le invenzioni di Wotasnozzle avevano tutte un effetto finale disastroso, ma la verve fantasiosa di Segar permetteva di sfruttare ogni idea per settimane, divertendo i lettori.
Con il passare del tempo, anche per via del grande successo riscosso dal personaggio di Popeye all'interno di Thimble Theater, la notorietà della striscia diminuì fortemente. Alla morte improvvisa di Segar, la serie venne continuata da Doc Winner e, successivamente, da Bela Zaboly e Bud Sagendorf, già autori delle storie di Braccio di Ferro nell'era post-Segar, terminando definitivamente nel maggio del 1947.
In Italia le strisce giornaliere dal 1920 al 1925 (che fanno parte del The Five Fifteen) sono totalmente inedite. Le tavole domenicali dal 1926 al 1931 (Sappo) sono in parte inedite, dato che alcune sono state pubblicate sull'albo del 1976 Castor Oyl presenta: Sappo. Dal 1932 in poi sono state pubblicate a partire dal 1972 all'interno della rivista Il Mago pubblicata da Arnoldo Mondadori Editore. Nel 1976 fu pubblicata Tutto Sappo nella collana Oscar Mondadori (n. 723), una raccolta di alcune storie, con la prefazione di Beppi Zancan. Infine ad oggi, l'opera più completa che raccoglie tutte le pubblicazioni delle strisce giornaliere e delle tavole domenicali di Popeye e di Sappo è Popeye edita da La Gazzetta dello Sport, curata da Luca Boschi e composta da 60 albi brossurati, usciti in edicola con cadenza settimanale tra il 2017 e il 2018.
Negli Stati Uniti Sappo fu poi ripubblicato nella collana a fumetti Popeye (Popeye the Sailor dal numero 66) dal 1948 al 1984, composta da 171 numeri con storie inedite (di Popeye).

## Tavole domenicali (Elzie Crisler Segar)
Elenco delle pubblicazioni delle tavole domenicali di Sappo aventi come protagonista l'omonimo personaggio, realizzate da Elzie Crisler Segar. I dati sono tratti dalla collana Popeye edita da La Gazzetta dello Sport tra il 2017 e il 2018.
| Data pubblicazione                  | Tavole | Titolo italiano                                        | Pubblicazioni italiane |
| ----------------------------------- | ------ | ------------------------------------------------------ | ---------------------- |
| 1º maggio 1932 - 7 agosto 1932      | 15     | senza titolo                                           | - GDS4                 |
| 14 agosto 1932 - 20 novembre 1932   | 15     | senza titolo                                           | - GDS5                 |
| 27 novembre 1932 - 25 dicembre 1932 | 5      | senza titolo                                           | - GDS7                 |
| 1º gennaio 1933 - 5 febbraio 1933   | 6      | senza titolo                                           | - GDS8                 |
| 12 febbraio 1933 - 23 aprile 1933   | 11     | senza titolo                                           | - GDS9                 |
| 30 aprile 1933 - 4 giugno 1933      | 6      | La supercolla e la gomma ultraelastica                 | - GDS11                |
| 11 giugno 1933 - 1º ottobre 1933    | 17     | Sappo su Marte (e dintorni)                            | - GDS12                |
| 8 ottobre 1933 - 5 novembre 1933    | 5      | La luce nera                                           | - GDS13                |
| 12 novembre 1933 - 7 gennaio 1934   | 9      | Il raggio invertitore di vita                          | - GDS13                |
| 14 gennaio 1934 - 25 febbraio 1934  | 7      | La pillola che rimpicciolisce                          | - GDS15                |
| 4 marzo 1934 - 29 aprile 1934       | 9      | Il raggio dell'invisibilità                            | - GDS18                |
| 6 maggio 1934 - 10 giugno 1934      | 6      | La moglie del prof. Wotasnozzle                        | - GDS18                |
| 17 giugno 1934 - 16 settembre 1934  | 14     | Wotasnozzle vs. Finklesnop: Guerra all'ultimo robot    | - GDS24                |
| 23 settembre 1934                   | 1      | Non si sfugge a Wotasnozzle                            | - GDS30                |
| 30 settembre 1934                   | 1      | Barche tascabili… e fregature                          | - GDS30                |
| 7 ottobre 1934                      | 1      | Gara di pesca con trucco!                              | - GDS30                |
| 14 ottobre 1934                     | 1      | Macro-microbi impossibili 1                            | - GDS30                |
| 21 ottobre 1934                     | 1      | Macro-microbi impossibili 2                            | - GDS30                |
| 28 ottobre 1934                     | 1      | Macro-microbi impossibili 3                            | - GDS30                |
| 4 novembre 1934                     | 1      | Macro-microbi impossibili 4                            | - GDS30                |
| 11 novembre 1934                    | 1      | Una gallina per otto!                                  | - GDS30                |
| 18 novembre 1934 - 25 novembre 1934 | 2      | La pillola dell'onesta                                 | - GDS30                |
| 2 dicembre 1935 - 31 marzo 1935     | 18     | A ficcare il naso in un moltiplicatore cellulare…      | - GDS33                |
| 7 aprile 1935 - 5 maggio 1935       | 5      | Cosa non si fa per riconquistare il marito!            | - GDS38                |
| 12 maggio 1935 - 19 maggio 1935     | 2      | Sappo rende la pariglia                                | - GDS38                |
| 26 maggio 1935 - 9 giugno 1935      | 3      | Un Sappo di troppo!                                    | - GDS38                |
| 16 giugno 1935 - 23 giugno 1935     | 2      | Sappo cartoonist d'eccezione!                          | - GDS38                |
| 30 giugno 1935 - 1º settembre 1935  | 10     | Sappo insegna a disegnare l'alfabeto (e qualcos'altro) | - GDS41                |
| 22 settembre 1935 - 5 gennaio 1936  | 16     | senza titolo                                           | - GDS42                |
| 12 gennaio 1936 - 26 aprile 1936    | 16     | senza titolo                                           | - GDS43                |
| 3 maggio 1936 - 16 agosto 1936      | 16     | senza titolo                                           | - GDS45                |
| 23 agosto 1936 - 25 ottobre 1936    | 10     | senza titolo                                           | - GDS47                |
| 1º novembre 1936                    | 1      | Mai competere con Wotasnozzle                          | - GDS47                |
| 8 novembre 1936                     | 1      | Un'invenzione… da cani                                 | - GDS47                |
| 15 novembre 1936                    | 1      | Peggio per chi?                                        | - GDS47                |
| 22 novembre 1936                    | 1      | La… moglie del grande fratello!                        | - GDS47                |
| 29 novembre 1936                    | 1      | A Myrtle non sfugge niente!                            | - GDS47                |
| 6 dicembre 1936                     | 1      | Myrtle non dà scampo!                                  | - GDS47                |
| 13 dicembre 1936                    | 1      | Quel mazzolin di fiori!                                | - GDS47                |
| 20 dicembre 1936                    | 1      | Gelosa? Quando mai?                                    | - GDS47                |
| 27 dicembre 1936                    | 1      | Contromisure                                           | - GDS47                |
| 3 gennaio 1937                      | 1      | Una soluzione… bruciante!                              | - GDS47                |
| 10 gennaio 1937 - 7 febbraio 1937   | 5      | Scambio mentale                                        | - GDS47                |
| 4 aprile 1937                       | 1      | La grande mazza                                        | - GDS48                |
| 11 aprile 1937                      | 1      | Viaggio nello spazio profondo                          | - GDS48                |
| 18 aprile 1937 - 8 agosto 1937      | 17     | Oltre Netuno alla ricerca di un mondo perfetto         | - GDS48                |
| 15 agosto 1937 - 7 novembre 1937    | 13     | senza titolo                                           | - GDS50                |
| 14 novembre 1937                    | 1      | Il cannone per le anatre                               | - GDS51                |
| 21 novembre 1937                    | 1      | Un'esca davvero perfetta                               | - GDS51                |
| 28 novembre 1937                    | 1      | La sportività prima di tutto                           | - GDS51                |
| 5 dicembre 1937                     | 1      | L'ira di Wotasnozzle                                   | - GDS51                |
| 12 dicembre 1937                    | 1      | Un inventore ricercato                                 | - GDS51                |
| 19 dicembre 1937                    | 1      | Lo stiralene                                           | - GDS51                |
| 26 dicembre 1937                    | 1      | Una forcina da un milione di dollari                   | - GDS51                |
| 2 gennaio 1938                      | 1      | Che soddisfazione, per Wotasnozzle!                    | - GDS51                |
| 9 gennaio 1938                      | 1      | Il molteplici usi dello stiralene 1                    | - GDS51                |
| 16 gennaio 1938                     | 1      | Il molteplici usi dello stiralene 2                    | - GDS51                |
| 23 gennaio 1938                     | 1      | Il molteplici usi dello stiralene 3                    | - GDS51                |
| 30 gennaio 1938                     | 1      | Il molteplici usi dello stiralene 4                    | - GDS51                |
| 6 febbraio 1938                     | 1      | Il molteplici usi dello stiralene 5                    | - GDS51                |
| 26 giugno 1938                      | 1      | Come affrontare un attaccabrighe                       | - GDS57                |
| 3 luglio 1938                       | 1      | Una pillola contro le parolacce                        | - GDS57                |
| 10 luglio 1938                      | 1      | Un gorgonzola alle rose                                | - GDS57                |
| 17 luglio 1938                      | 1      | Meglio di noi                                          | - GDS57                |
| 24 luglio 1938                      | 1      | Quando gli improperi servirebbero!                     | - GDS57                |
| 31 luglio 1938                      | 1      | Con certi vicini c'è solo un sistema                   | - GDS57                |
| 7 agosto 1938                       | 1      | Arriva il solidificatore di sogni                      | - GDS57                |
| 14 agosto 1938                      | 1      | Sogna il marito, sogna la moglie                       | - GDS57                |
| 21 agosto 1938                      | 1      | Sostituzioni                                           | - GDS57                |
| 28 agosto 1938                      | 1      | Quando i sogni prendono vita… son litigi!              | - GDS57                |
| 4 settembre 1938                    | 1      | Sappo nel mondo dei sogni… letteralmente               | - GDS57                |
| 11 settembre 1938                   | 1      | Myrtle… gelosa di chi?                                 | - GDS57                |
| 18 settembre 1938                   | 1      | Passioni traditrici                                    | - GDS57                |
| 25 settembre 1938                   | 1      | Sogni di ricchezza                                     | - GDS57                |
| 2 ottobre 1938                      | 1      | Non disturbare il sognatore                            | - GDS57                |